# 石川門
石川門（いしかわもん）は、2007年（平成19年）に石川県で育成されたイネ（稲）の品種。品種名は、金沢城址に現存する門の名称から付けられた。

## 概要
「五百万石」の耐倒伏性・耐冷性を改善する品種として、「豊杯」と「五百万石」を交配した「一本〆」を花粉親、「フクヒカリ」と「五百万石」を交配した「予236」を種子親とする交配によって育成された。
熟期は早生で、耐倒伏性と耐病性は中、耐冷性は強。千粒重は26.3g。
心白の発現率は高く、点状や線状の心白が現れることが多い。「五百万石」よりさらに精米が可能なため、上級酒向けとして普及している。